# Peter Naur
Peter Naur (25 d'octubre de 1928-3 de gener de 2016) fou un científic danès pioner en la informàtica i guanyador del Premi Turing el 2005.
La lletra N de la notació BNF, usada en la descripció de la sintaxi de la majoria dels llenguatges de programació, es fa servir en al·lusió al seu cognom. Naur va contribuir a crear el llenguatge de programació ALGOL 60.
En un principi exercí l'astronomia però amb el contacte amb els ordinadors va canviar de carrera cap a la informàtica.
Treballà en el Regnecentralen (institut de computació danès), en l'Institut Niels Bohr i en la Universitat Tècnica de Dinamarca. De 1968 a 1998 treballà com a professor a la Universitat de Copenhaguen.
Peter Naur fa una crítica als mètodes formals de programació. També, pel seu empirisme, crítica l'ús que donen els filòsofs a la lògica per a descriure la ciència. Estén la crítica als psicòlegs que encara es basen en teories del conductisme i el constructivisme en psicologia.
En els darrers anys ha desenvolupat una teoria del pensament humà que ha anomenat "The Synapse-State Theory of Mental Life" (Teoría Sinapsis-Estat de Vida Mental).

## Obra
Naur, P. 2007. Computing versus human thinking. Commun. ACM 50, 1 (Jan. 2007), 85-94. DOI=http://doi.acm.org/10.1145/1188913.1188922